# Custis

Familiewapen van Custis

Custis is een van oorsprong Engels geslacht waarvan een lid sinds 1862 tot de Nederlandse adel behoort en dat met hem in 1882 uitstierf.

## Geschiedenis
Naar aanleiding van de adelsverheffing van Karel Custis in 1727 werd in de akte vermeld dat zijn grootoom aan vaders' zijde gouverneur was geweest van een eiland in Jamaica, en dat twee van zijn ooms aan vaders' zijde scheepskapitein waren en in de Engelse Navy hadden gevochten in dienst van koning Charles II. Er werd aan toegevoegd dat hij deze affirmatie niet met documenten kon staven, omdat hij als katholiek geen medewerking te verwachten had vanuit het Anglicaanse Engeland.
De stamreeks op het vasteland begint met Robert Curtis die in 1618 wordt vermeld. Zijn zoon Edmund vestigde zich in Rotterdam en daarna in Brugge waar hij deken van de Engelse natie werd. Zijn zoon, Charles Custis (1704-1752), werd onder andere raad en schepen van die stad werd en op 13 mei 1727 werd verheven in de Rijksadelstand door keizer Karel VI. 
Het lijkt er op dat geen enkele Custis onder het Verenigd koninkrijk der Nederlanden de adelsbevestiging heeft aangevraagd. Ook in het Belgisch koninkrijk werd door de laatste leden van de familie geen adelsbevestiging gevraagd.
De achterkleinzoon van Edmund, Jacobus Custis (1804-1882), officier van gezondheid 1e klasse, werd op 15 mei 1862 ingelijfd in de Nederlandse adel. Met hem stierf het geslacht in 1882 uit.

## Genealogie
- Robert Custis x Anne Fram
  - Hendrik Custis
    - Robert Custis, gesneuveld in een strijd tegen zeerovers
      - Jean Custis

  - Edmond Custis (Rotterdam, 1651 - Brugge, 1724), consul van de Engelse natie in Brugge, x Isabelle Carré, xx Marie-Norbertine Aerents. Uit het tweede huwelijk:
    - Charles Custis (Brugge, 1704-1752), x Thérèse de Crits (1708-1757)
      - Charles-François Custis (Brugge, 1728 - Gent, 1780), redenaar van het Proosse, x Petronilla Van Damme
      - Anne-Marie Custis (Brugge, 1730-1733)
      - François-Joseph Custis (Brugge, 1734-1785), heer van Calvoorde, x Anne-Marie de Gheldere, xx Reine de Peellaert
        - Anne Custis (Brugge 1764-1769)
        - Charles-Constantin Custis de Calvoorde (Brugge, 1766 - 1829), x barones Marie-Gerardine de Wittert
          - Anne-Marie Custis (Brugge, 1792- ), x Jacques de Crombrugghe de Beaupré

      - Dominique-François Custis (Brugge, 1734-1807), infanterieofficier, x Renilde van Zuylen van Nyevelt (1738-1813)
        - Dominique-Joseph Custis (1765),  x Suzanne Michiels
          - Charles-Fortuné Custis (1791)
          - Charles-Jacques Custis (1792)

        - François Custis (1766-1789), officier
        - Charles Custis (1775), officier

      - Jean-Ferdinand Custis (Brugge, 1748-1796) x Marie-Catherine Verplancke
        - Jean-François Custis (1770-1815), burgemeester van Lichtervelde, x Marie-Anne Duvivier
          - Jacques Custis (Lichtervelde, 1804 - Den Bosch, 1882) cavalerieofficier, bleef in 1830 trouw aan Willem, laatste telg van het geslacht Custis, x Aldegonde Lansdael (1795-1855)

        - Caroline Custis (1773-1847) x Joseph De Flou, xx Georges-Louis Deljoutte (Valenciennes 1772-Brugge 1849)
          - Vincent Deljoutte (Brugge, 1814-1862), stadssecretaris van Brugge, x Sylvie Doudan.